# Sosippus floridanus
Sosippus floridanus es una especie de araña araneomorfa del género Sosippus, familia Lycosidae. Fue descrita científicamente por Simon en 1898.
Habita en los Estados Unidos.